# Elisa Blondel
Pour les articles homonymes, voir Blondel.
Catherine-Élisabeth dite Elisa Blondel née en 1811 à Pont-d'Ain et morte en 1845 à Bourg-en-Bresse est une artiste peintre française.

## Biographie
Elève de l'artiste genevois Joseph Hornung, Elisa Blondel s'installe comme portraitiste à Bourg-en-Bresse en 1826. Elle expose à Genève, à Lyon et au Salon de Paris qui récompense, en 1842, ses Petits Piémontais d’une médaille de troisième classe. Atteinte de tuberculose, elle décède en 1845.

## Œuvres
L'oeuvre la plus connue d'Elisa Blondel est Les Petits Piémontais (1842), conservé au musée municipal de Bourg-en-Bresse.
Ses autres oeuvres sont principalement des scènes de genre et des portraits de notables bressans :
- Portrait de Caroline Gauthier (1838)
- Honnête homme dans sa bibliothèque (1838)
- Portrait d'une jeune femme au bouquet (1843)
- Homme à son bureau (1844)
- Portrait de Laure Renouard, épouse Destigny (1845)

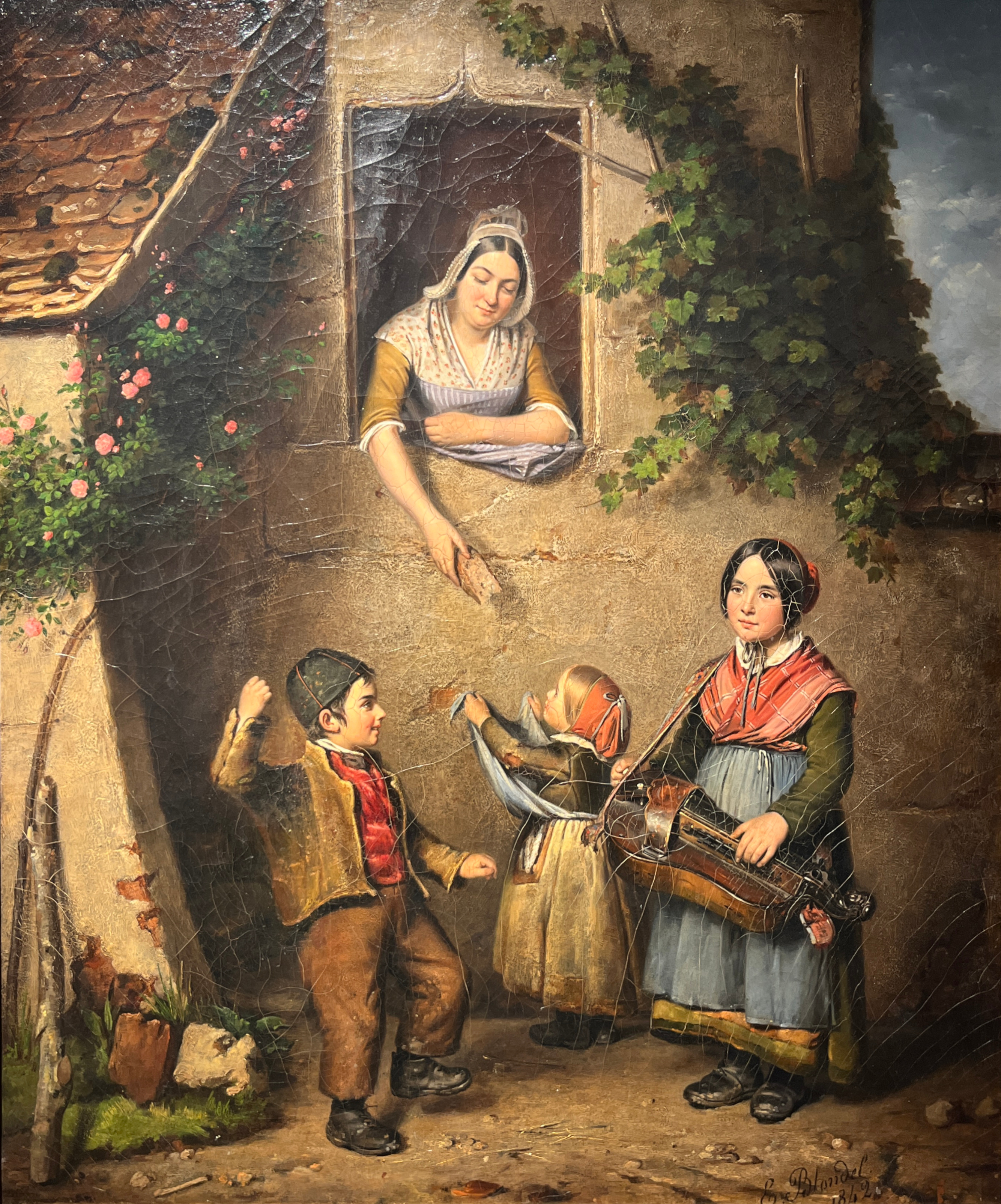
Les Petits Piémontais (1842)